# Ojukheon

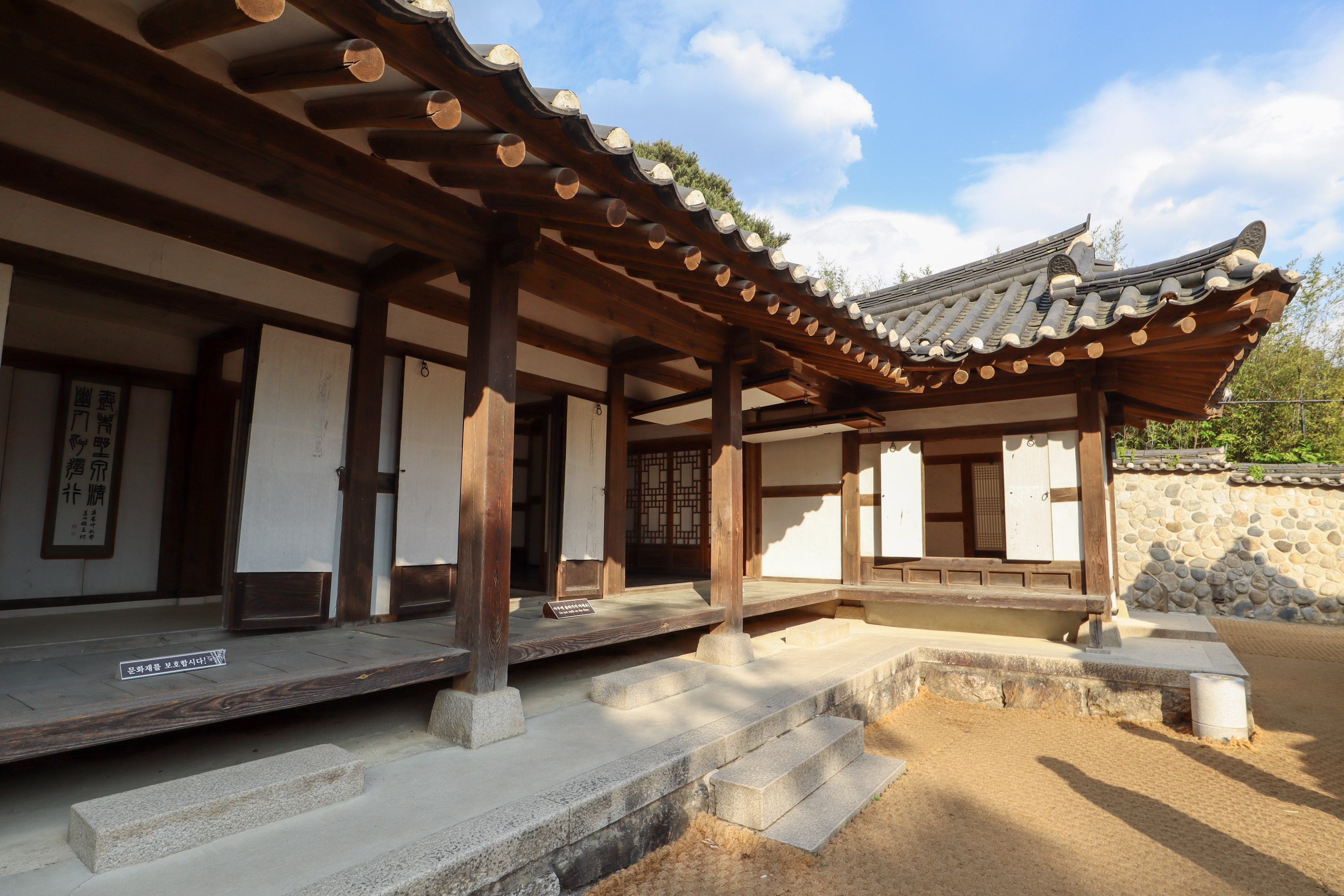
Ansicht des Hauses Ojukheon

Das Haus Ojukheon (kor. 강릉 오죽헌, Hanja 江陵 烏竹軒, rev. Gangneung Ojukheon, MR Gangnŭng Ochukhŏn) ist ein seit der Joseon-Zeit bestehendes Anwesen in Gangneung, Provinz Gangwon, Südkorea. Besondere Bekanntheit hat es als Geburtsort der Malerin Shin Saimdang sowie ihres Sohnes Yi I (Yulgok). Die Bezeichnung Ojukheon wird zum einen für ein einzelnes Hanok-Gebäude als auch pars pro toto für das gesamte Anwesen genutzt.

## Name
Der Name Ojukheon leitet sich vom koreanischen Wort für Schwarzrohrbambus, nämlich 오죽 (Ojuk), her; dieser spezielle Bambus wächst im Garten des Hauses. Der Name Ojukheon bedeutet also wortwörtlich „Haus des Schwarzen Bambus“.

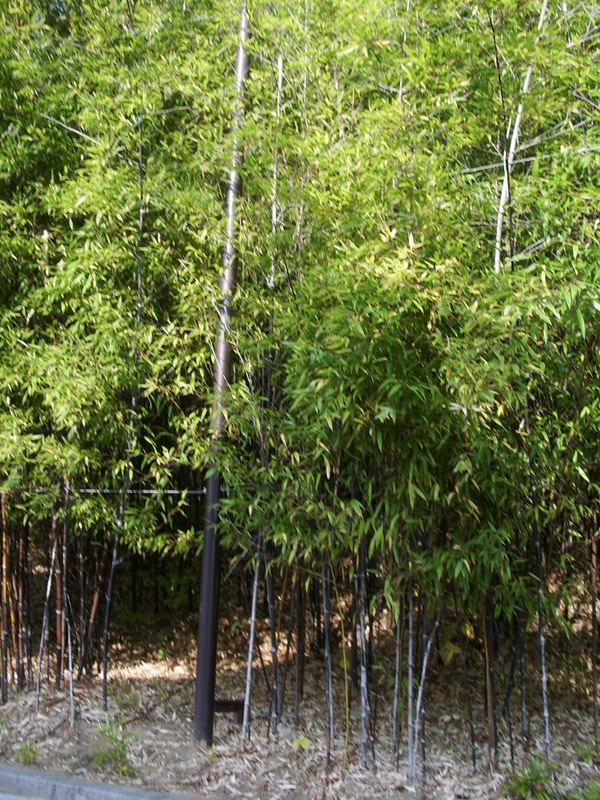
Eponymer Schwarzrohrbambus im Garten von Ojukheon

## Geschichte

### Erbauung
Das Anwesen befand sich in der früheren Joseon-Zeit im Besitz des Gelehrten Choe Chi-un (1390–1440). Das Haus Ojukheon wurde während der Herrschaftszeit König Jungjongs erbaut und ist somit eines der ältesten erhaltenen Hanok in Korea.

### Shin Saimdang und Yulgok
Sowohl die Malerin und Dichterin Shin Saimdang als auch ihr Sohn, der Gelehrte Yulgok Yi I, wurden im 16. Jahrhundert im Ojukheon geboren. Das Haus befand sich zu dieser Zeit im Besitz der Familie von Shin Saimdang. Dass Yulgok im Haus den Großeltern mütterlicherseits geboren wurde und zeitweise dort aufwuchs, war für diese Zeit ungewöhnlich. Shin und Yulgok wirkten vor Ort und werden mit diesem noch immer verbunden. Der Legende nach soll Shin Saimdang bereits im Alter von sieben Jahren ihr Talent für Malerei mit einer Ansicht des Haus Ojukheon gezeigt haben.

### Weitere Nutzung
Im Jahr 1788 wurde unter König Jeongjo das Gebäude Eojaegak erbaut, um dort eine Handschrift Yulgoks sowie einen von ihm in der Kindheit verwendeten Tuschestein aufzubewahren. Im Zuge der Renovierungen im Jahr 1975 wurde dieses Gebäude umgesetzt und an gleicher Stelle der Schrein Munseongsa errichtet, wo ein Idealporträt Yulgoks aufbewahrt wird.

### Heute
1961 begann die Stadtverwaltung von Gangneung Gedenkfeiern abzuhalten. Diese Feierlichkeiten finden jährlich am 25. und 26. Oktober statt. Seit 1963 gilt das Haus als Nationalschatz Südkoreas (Nummer 165).
1975 übergab die Familie das Anwesen in die Verwaltung der Stadt. Im gleichen Jahr startete ein groß angelegtes Renovierungsprojekt. Seit 1998 befindet sich auf dem Gelände auch das Stadtmuseum Gangneung.

## Anlage

### Das Haus Ojukheon
Das Haus Ojukheon ist ein traditionelles, aus Holz erbautes, Hanok. Das Haus gilt oft als exemplarisches, frühes Joseon-Hanok. In der Front misst es drei Kan (Längeneinheit zwischen zwei Säulen), auf der Seite zwei Kan. Die Haus ist L-förmig. Das Dach ist eine sogenannte Ikkong-Konstruktion, verfügt also über einen zentralen Giebelbalken mit schnabelförmigen Ornamenten. Der größte Raum des Hauses war der Hauptraum. Die beiden Kan auf der Seite bilden diesen, auf der gegenüberliegenden Seite befindet sich ein Raum, der über eine Fußbodenheizung (Ondol) verfügt.

### Schrein Munseongsa

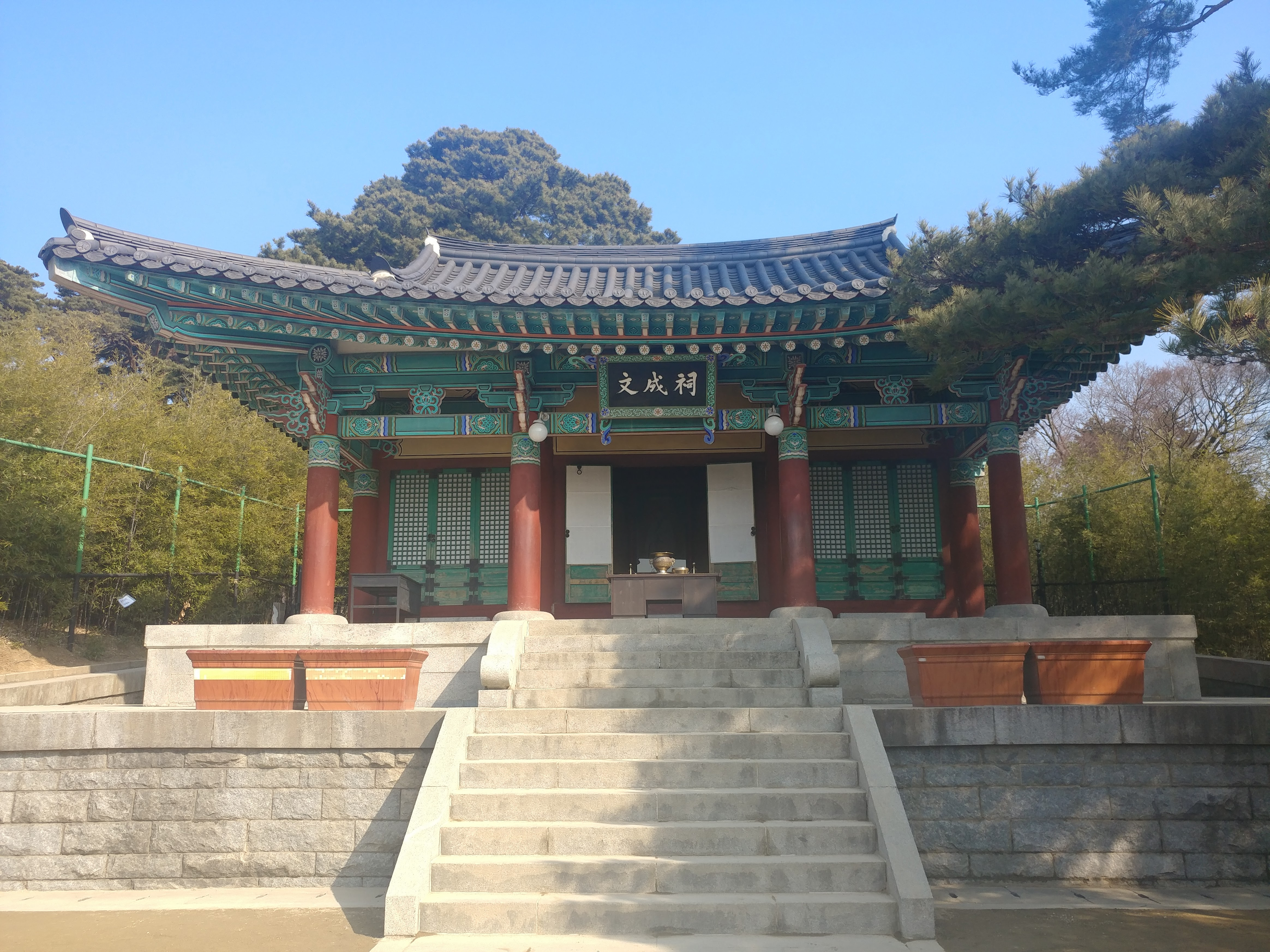
Vorderansicht des Schreins Munseongsa

Der Schrein Munseongsa gehört zu einer Reihe Memorialschreine, die ab den 1960er Jahren durch den koreanischen Staat für herausragende historische Persönlichkeiten erbaut wurde. Architektonisch sind sich diese Schreine recht ähnlich und zeichnen sich durch einen rechteckigen Grundriss, der Front vorangestellte Säulen sowie ein Irimoya-Dach aus. Der Schrein ist Yulgok Yi I gewidmet. Munseongsa wurde diesem als posthumer Ehrenname von König Injo verliehen. Im Schrein wird ein 1975 von Kim Eun-ho gemaltes Idealporträt des Gelehrten aufbewahrt, das Schild zum Schrein wurde von Park Chung-hee geschrieben.

### Yulgok-Gedächtnishalle
Die Yulgok-Gedächtnishalle wurde 1965 erstmals erbaut und bis 2012 mehrfach abgerissen und wieder aufgebaut. Darin befindet sich eine Ausstellungsfläche, die unter anderem Werke und Gegenstände aus dem Besitz von Saimdang und Yulgok zeigt.

### Währungsausstellungshalle
Die Währungsausstellungshalle wurde 2023 eröffnet. Die Ausstellung zeigt koreanische Münzen und Scheine ab der Goryeo-Zeit bis heute sowie Gedenkmünzen aus anderen Ländern.

### Stadtmuseum Gangneung
Das Stadtmuseum Gangneung befindet sich seit 1998 auf dem Gelände des Ojukheon. Ausgestellt werden archäologische Funde ab der Altsteinzeit. Ein Schwerpunkt liegt auf Artefakten aus Gangneung direkt und aus dessen unmittelbarer Umgebung. Weitere Teile der Ausstellung sind mit dem Ort verbundenen Persönlichkeiten und historischen Lebensrealitäten gewidmet.

### Yulgok-Charakterschule
Die Yulgok-Charakterschule wurde von 2014 bis 2016 erbaut und soll als Bildungszentrum für Schüler die Themen Gangneung sowie Yulgok Yi I vermitteln. Auf 1761 Quadratmetern werden unter anderem das Werbevideo zur Olympia-Bewerbung und Informationsmaterial zur Geschichte der Stadt präsentiert.

### Freilichtmuseum
Auf der Freifläche des Geländes werden prähistorische Grab- und Hausanlagen sowie weitere Steinbauten gezeigt. Unter den Angeboten des Freilichtmuseums ist auch ein Hanokdorf, in dem die Häuser zu Bildungszwecken rekonstruiert wurden.

### Weitere Bauwerke
Außerdem steht auf dem Gelände auch der Pavillon Eojaegak, der 1975 umgesetzt wurde. Als ursprünglicher Teil des Komplexes ist auch das Männerquartier (Sarangbang) erhalten.

## Darstellungen
Ein Bild des Hauses, das aus der Hand von Saimdang stammt, bildet den Hintergrund des koreanischen 5000-Won-Scheins. Auf dessen anderer Seite ist eine Abbildung von Yulgok Yi I.